# Коледна украса
С изключение на ислямските държави, Коледа е празникът с най-пищна украса. Това, че предшества с няколко дни Нова година го прави още по-цветен и светъл.
Градовете са обляни в светлини и са украсени със символите на Коледа: истински или символични коледни елхи, звезди (символ на Витлеемската звезда) и др.

## Коледна украса в различните райони на света

### Европа
|  |  |  |
|  |  |  |

### Северна и Южна Америка
|  |  |  |
|  |  |  |

### Далечния изток
|  |  |  |